# دنيس هيغينز
دنيس هيغينز (بالإنجليزية: Dennis Higgins)‏ (1 يناير 1915 في المملكة المتحدة - 25 سبتمبر 1942 بشمال أفريقيا في المملكة المتحدة) هو لاعب كرة قدم بريطاني (وحمل سابقاً جنسية المملكة المتحدة لبريطانيا العظمى وأيرلندا) في مركز الهجوم.